# 全國教職員勞動組合
全国教职员劳动组合（韩语：／ Jeonguk Gyojigwon Nodong Johap）是韩国教师的工會，簡稱全教组（韩语：／ Jeon Gyojo）。

## 概要
前身是1987年9月27日成立的「民主教育推進 全國教師協議會」（韓語：民主敎育推進 全國敎師協議會／민주교육추진 전국교사협의회），為教職員權利爭取工會合法化，1989年5月28日改組迄今。剛成立就被總統盧泰愚宣告為不法團體強制解散，因當時認定教師非勞動者，凡是違法組工會的教職員皆解雇處分。1993年，多數解職教師回復教職，1999年1月6日國會制定《教員勞動組合設立營運等相關法律》（韓語：敎員의勞動組合設立및運營等에關한法律／교원의 노동조합 설립 및 운영 등에 관한 법률）、19日總統公告生效，全教組合法化。
2013年10月24日，由於全教組9名教師違法涉入2008年首爾教育監選舉、2012年判刑確定解職，但全教組依然承認他們成員身分，僱傭勞動部屢次令其改正不從，而予以「法外勞組通報」（법외노조 통보）處分，不再適用專法。

## 爭議
雖是教師工會，卻走左傾親北反美路線，只要符合政治色彩抗爭活動，即使非教育事務也無役不與。以圖利業者、徒增學生負荷等為由反對漢字教育，讚揚北韓史觀，甚至藉提倡統一建議使用其政宣海報美化學校環境，引起南韓輿論一片撻伐，《朝鮮日報》痛批全教組是「邪教集團」（사교집단）；警方於2007年1月18日介入逮捕涉嫌違反《國家保安法》（韩语：／）為北韓宣傳的2名幹部。此後，類似事件仍層出不窮。

## 外部連結
- 全国教职员劳动组合（页面存档备份，存于）